# Campionati europei giovanili di nuoto 1998
I XXV Campionati europei giovanili di nuoto e tuffi si sono disputati nella sede di Anversa per il nuoto e di Brasschaat per i tuffi dal 30 luglio al 2 agosto 1998.
Hanno partecipato alla manifestazione le federazioni iscritte alla LEN; questi i criteri di ammissione:
- le nuotatrici di 15 e 16 anni (1983 e 1982), i nuotatori di 17 e 18 (1981 e 1980)
- le tuffatrici e i tuffatori di 16, 17 e 18 anni (1982, 1981 e 1980) per la categoria "A"; Le ragazze e i ragazzi di 14 e 15 anni (1984 e 1983) per la categoria "B".

## Podi

### Uomini
| Evento               | Oro                | Tempo    | Argento             | Tempo    | Bronzo              | Tempo    |
| Stile libero         |                    |          |                     |          |                     |          |
| 100 m                | Johan Kenkhuis     | 49"95    | Karel Nový          | 51"23    | Bryan Morgan        | 51"31    |
| 200 m                | Johan Kenkhuis     | 1'50"49  | Örn Arnarson        | 1'50"63  | Edward Sinclair     | 1'51"05  |
| 400 m                | Dragoș Coman       | 3'55"06  | Heiko Hell          | 3'55"38  | Edward Sinclair     | 3'55"55  |
| 1500 m               | Igor Chervinsky    | 15'16"85 | Heiko Hell          | 15'24"11 | Sylvain Cross       | 15'28"37 |
| Dorso                |                    |          |                     |          |                     |          |
| 100 m                | Sebastian Halgasch | 56"28    | Steffen Driesen     | 56"34    | Răzvan Florea       | 56"81    |
| 200 m                | Sebastian Halgasch | 2'01"22  | Örn Arnarson        | 2'01"27  | Răzvan Florea       | 2'01"40  |
| Rana                 |                    |          |                     |          |                     |          |
| 100 m                | Dmitrij Komornikov | 1'02"36  | Roman Sludnov       | 1'02"71  | René Kolonko        | 1'03"16  |
| 200 m                | Dmitrij Komornikov | 2'13"42  | Adam Whitehead      | 2'14"74  | Christian Clausen   | 2'17"29  |
| Farfalla             |                    |          |                     |          |                     |          |
| 100 m                | Anatoli Poliakov   | 54"42    | Sebastian Halgasch  | 55"03    | Felix Maestru       | 55"10    |
| 200 m                | Anatoli Poliakov   | 1'58"48  | Kurt Böhm           | 2'01"98  | Vladimir Bylinin    | 2'03"49  |
| Misti                |                    |          |                     |          |                     |          |
| 200 m                | Alessio Boggiatto  | 2'04"71  | Kurt Böhm           | 2'06"26  | Baptiste Levaillant | 2'06"27  |
| 400 m                | Alessio Boggiatto  | 4'20"00  | Baptiste Levaillant | 4'27"44  | Darren Wegg         | 4'27"59  |
| Staffette            |                    |          |                     |          |                     |          |
| 4x100 m stile libero | Germania           | 3'26"16  | Regno Unito         | 3'27"36  | Svezia              | 3'30"24  |
| 4x200 m stile libero | Russia             | 7'29"66  | Germania            | 7'31"62  | Regno Unito         | 7'33"57  |
| 4x100 m misti        | Germania           | 3'45"06  | Russia              | 3'47"67  | Regno Unito         | 3'49"43  |

### Donne
| Evento               | Oro                  | Tempo   | Argento              | Tempo   | Bronzo             | Tempo   |
| Stile libero         |                      |         |                      |         |                    |         |
| 100 m                | Camelia Potec        | 56"57   | Chantal Groot        | 56"79   | Melanie Marshall   | 56"85   |
| 200 m                | Camelia Potec        | 2'00"70 | Sara Parise          | 2'02"33 | Sandra Steffensen  | 2'03"53 |
| 400 m                | Camelia Potec        | 4'13"57 | Hannah Stockbauer    | 4'14"58 | Tatiana Mikhailova | 4'16"17 |
| 800 m                | Hannah Stockbauer    | 8'37"17 | Tatiana Mikhailova   | 8'38"76 | Rebecca Cooke      | 8'50"98 |
| Dorso                |                      |         |                      |         |                    |         |
| 100 m                | Alena Nyvltova       | 1'02"59 | Melanie Marshall     | 1'03"89 | Alessandra Cappa   | 1'03"98 |
| 200 m                | Raluca Udroiu        | 2'15"93 | Katalin Ferenczi     | 2'16"21 | Ekaterini Bliamou  | 2'17"50 |
| Rana                 |                      |         |                      |         |                    |         |
| 100 m                | Inna Nikitina        | 1'11"81 | Ekaterina Kormacheva | 1'12"09 | Yelena Bogomazova  | 1'12"36 |
| 200 m                | Ekaterina Kormacheva | 2'29"76 | Yana Klochkova       | 2'31"20 | Yelena Bogomazova  | 2'32"04 |
| Farfalla             |                      |         |                      |         |                    |         |
| 100 m                | Chantal Groot        | 1'01"20 | Dora Jakab           | 1'02"05 | Janina Pietsch     | 1'02"31 |
| 200 m                | Veronica Rodà        | 2'13"74 | Sara Nordenstam      | 2'15"46 | Ida Katatics       | 2'16"83 |
| Misti                |                      |         |                      |         |                    |         |
| 200 m                | Yana Klochkova       | 2'15"63 | Annika Melhorn       | 2'18"60 | Artemis Dafnis     | 2'19"41 |
| 400 m                | Yana Klochkova       | 4'41"70 | Sara Nordenstam      | 4'52"72 | Artemis Dafnis     | 4'53"69 |
| Staffette            |                      |         |                      |         |                    |         |
| 4x100 m stile libero | Germania             | 3'47"32 | Svezia               | 3'50"72 | Italia             | 3'51"62 |
| 4x200 m stile libero | Germania             | 8'14"23 | Russia               | 8'20"86 | Svezia             | 8'21"93 |
| 4x100 m misti        | Russia               | 4'15"60 | Ungheria             | 4'17"52 | Ucraina            | 4'18"63 |

### Tuffi
| Evento                  | Oro                 | Punti  | Argento            | Punti  | Bronzo              | Punti  |
| Uomini - categoria "A"  |                     |        |                    |        |                     |        |
| trampolino 1m           | Aleksandr Dobroskok | 448,30 | Simone Di Santo    | 422,65 | Benjamin Langer     | 413,40 |
| trampolino 3m           | Dmytro Lysenko      | 496,25 | Sergei Kuchmasov   | 494,40 | Simone Di Santo     | 487,20 |
| piattaforma             | András Hajnal       | 491,60 | Blake Aldridge     | 468,15 | Peter Waterfield    | 466,30 |
| Ragazzi - categoria "B" |                     |        |                    |        |                     |        |
| trampolino 1m           | Cristopher Sacchin  | 341,55 | Fedorchuk          | 331,00 | Philipp Riemann     | 319,15 |
| trampolino 3m           | Dariusz Górniak     | 367,55 | Cristopher Sacchin | 365,15 | Yuri Shlyakhov      | 336,65 |
| piattaforma             | Fedorchuk           | 352,50 | Vasiliev           | 342,70 | Aleksandr Dobroskok | 340,00 |
| Donne - categoria "A"   |                     |        |                    |        |                     |        |
| trampolino 1m           | Lisette Planken     | 363,20 | Anna Lindberg      | 363,15 | Silvia Golle        | 357,55 |
| trampolino 3m           | Anna Lindberg       | 467,35 | Silvia Golle       | 438,90 | Eissrich            | 422,30 |
| piattaforma             | Svitlana Serbina    | 406,65 | Natalia Oumyskova  | 380,60 | Olivia Maresch      | 356,60 |
| Ragazze - categoria "B" |                     |        |                    |        |                     |        |
| trampolino 1m           | Sarah Soo           | 319,60 | Nóra Barta         | 313,80 | Ulrike Kulessa      | 306,85 |
| trampolino 3m           | Nóra Barta          | 333,40 | Sarah Soo          | 332,75 | Maria Marconi       | 323,75 |
| piattaforma             | Valentina Marocchi  | 385,85 | Luiza Nemteanu     | 279,35 | Stever              | 273,10 |

## Medagliere
- Nuoto

| Posizione | Paese         | Oro | Argento | Bronzo | Totale |
| --------- | ------------- | --- | ------- | ------ | ------ |
| 1         | Russia        | 8   | 5       | 4      | 17     |
| 2         | Germania      | 7   | 9       | 2      | 18     |
| 4         | Romania       | 5   | 0       | 3      | 8      |
| 6         | Italia        | 3   | 1       | 2      | 6      |
| 3         | Ucraina       | 3   | 1       | 1      | 5      |
| 5         | Paesi Bassi   | 3   | 1       | 0      | 4      |
| 9         | Rep. Ceca     | 1   | 0       | 0      | 1      |
| 10        | Gran Bretagna | 0   | 3       | 8      | 11     |
| 7         | Svezia        | 0   | 3       | 4      | 7      |
| 8         | Ungheria      | 0   | 3       | 1      | 4      |
| 11        | Islanda       | 0   | 2       | 0      | 2      |
| 12        | Francia       | 0   | 1       | 2      | 3      |
| 13        | Svizzera      | 0   | 1       | 0      | 1      |
| 14        | Grecia        | 0   | 0       | 3      | 3      |
| totale    |               | 30  | 30      | 30     | 90     |

- Tuffi

| Posizione | Paese         | Oro | Argento | Bronzo | Totale |
| --------- | ------------- | --- | ------- | ------ | ------ |
| 1         | Ucraina       | 3   | 1       | 1      | 5      |
| 2         | Italia        | 2   | 2       | 2      | 6      |
| 3         | Ungheria      | 2   | 1       | 0      | 3      |
| 4         | Russia        | 1   | 3       | 1      | 5      |
| 5         | Gran Bretagna | 1   | 2       | 1      | 4      |
| 6         | Svezia        | 1   | 1       | 0      | 2      |
| 7=        | Polonia       | 1   | 0       | 0      | 1      |
| 7=        | Paesi Bassi   | 1   | 0       | 0      | 1      |
| 9         | Germania      | 0   | 1       | 7      | 8      |
| 10        | Romania       | 0   | 1       | 0      | 1      |
| totale    |               | 12  | 12      | 12     | 36     |